# Норт-Бей-Вілледж (Флорида)
Норт-Бей-Вілледж (англ. North Bay Village) — місто (англ. city) в США, в окрузі Маямі-Дейд штату Флорида. Населення — 8159 осіб (2020).

## Географія
Норт-Бей-Вілледж розташований за координатами 25°50′57″ пн. ш. 80°9′1″ зх. д. / 25.84917° пн. ш. 80.15028° зх. д. (25.849036, -80.150195).  За даними Бюро перепису населення США в 2010 році місто мало площу 2,11 км², з яких 0,96 км² — суходіл та 1,16 км² — водойми.

## Демографія
Згідно з переписом 2010 року, у місті мешкало 7137 осіб у 3364 домогосподарствах у складі 1678 родин. Густота населення становила 3378 осіб/км².  Було 4572 помешкання (2164/км²).
Расовий склад населення:
| - 82,6 % — білих - 6,1 % — чорних або афроамериканців - 4,1 % — азіатів - 0,2 % — корінних американців - 0,1 % — вихідців з тихоокеанських островів - 3,5 % — осіб інших рас |

До двох чи більше рас належало 3,4 %. Частка іспаномовних становила 58,0 % від усіх жителів.
За віковим діапазоном населення розподілялося таким чином: 15,4 % — особи молодші 18 років, 75,4 % — особи у віці 18—64 років, 9,2 % — особи у віці 65 років та старші. Медіана віку мешканця становила 36,9 року. На 100 осіб жіночої статі у місті припадало 101,0 чоловіків;  на 100 жінок у віці від 18 років та старших — 99,4 чоловіків також старших 18 років.
Середній дохід на одне домашнє господарство  становив 70 577 доларів США (медіана — 49 058), а середній дохід на одну сім'ю — 79 364 долари (медіана — 54 397). Медіана доходів становила 41 653 долари для чоловіків та 41 186 доларів для жінок. За межею бідності перебувало 13,0 % осіб, у тому числі 19,7 % дітей у віці до 18 років та 15,5 % осіб у віці 65 років та старших.
Цивільне працевлаштоване населення становило 4311 осіб. Основні галузі зайнятості: освіта, охорона здоров'я та соціальна допомога — 18,1 %, мистецтво, розваги та відпочинок — 17,0 %, науковці, спеціалісти, менеджери — 11,2 %, фінанси, страхування та нерухомість — 9,5 %.